# Louis Barré
Louis Barré (* 1799 in Lille; † 18. Februar 1857 in Lille) war ein französischer Lexikograf und Übersetzer.

## Leben und Werk
Barré lebte bis 1830 in Belgien. Von 1830 bis 1836 war er Gymnasiallehrer für Philosophie in Lille. 
Er machte sich einen Namen als Seele des Projektes eines Ergänzungswörterbuchs zum Wörterbuch der Académie française in seiner 6. Auflage von 1835. Die Akademie konnte und wollte mit der raschen Wortschatzentwicklung seit der politischen und industriellen Revolution nicht Schritt halten und hielt am Konzept eines Wörterbuchs von 20 000 Wörtern fest. Zu dessen Ergänzung organisierte Barré unter der Schirmherrschaft des Akademiemitglieds Joseph Droz (1773–1850) eine Sammlung von 130 000 definierten Wörtern, die 1842 unter folgendem Titel erschien:
Complément du Dictionnaire de l’Académie française contenant tous les termes de Littérature, de rhétorique, de Grammaire, d’Art dramatique, de Philologie, de Linguistique, d’Histoire, de Sectes religieuses, de Chronologie, de Mythologie, d’Antiquité, d’Archéologie, de Numismatique, de Diplomatie, de Paléographie, de Philosophie, de Scolastique, de Théologie, de Droit canon, de Liturgie, d’Économie politique, de Législation et de Jurisprudence ancienne et moderne, d’Anciennes Coutumes, de Féodalité, de Droit, de Pratique, de Diplomatie, d’Administration, de Titres, de Charges et Dignités, d’Art militaire, de Marine, de Fortification, de Mines, de Ponts-et-Chaussées, d’Eaux-et-Forêts, de Domaines et Enregistrements, de Monnaies, de Poids et Mesures, de Douanes, de Postes, de Médecine, de Chirurgie, d’Anatomie, de Pharmacie, d’Histoire naturelle, de Physique, de Chimie, d’Astronomie, de Mécanique, de Gravure, de Commerce, de Banque, de Bourse, d’Arts et Métiers, de Blason, de Fauconnerie, de Chasse, de Pêche, d’Escrime, de Danse, d’Équitation, de Jeux et Divertissements, etc., qui ne se trouvent pas dans le Dictionnaire de l’Académie ; auxquels on a joint : Le Vieux Langage, - le Néologisme, - la Géographie ancienne et moderne, - et un Traité complet d’Étymologie.

Barré schrieb dazu ein substantielles Vorwort, das als einer der wichtigsten metalexikographischen Texte Frankreichs gelten darf.
Der Erfolg dieses Komplementwörterbuchs, das zahlreiche Auflagen erlebte, führte zur Mitwirkung Barrés in einem weiteren Komplementprojekt mit dem Titel:
Complément du Grand Dictionnaire des dictionnaires français de Napoléon Landais... par une société de savants, de grammairiens et d'écrivains, sous la direction de MM. Désiré Chésurolles et Louis Barré, Paris 1853 (es enthält auch biographische Artikel, ein Reimwörterbuch, ferner ein Homonymen-, Antonymen- und Paronymenwörterbuch).

Barré war daneben bedeutend als Übersetzer der Werke von Lord Byron, James Fenimore Cooper und Walter Scott.

## Weitere Werke
- (zusammen mit Napoléon Landais) Dictionnaire des rimes françaises. Paris 1853, 1859, 1863, 1872